# أوسكار هورتادو
أوسكار هورتادو هو كاتب وصحفي كوبي، ولد في 1919 في هافانا في كوبا، وتوفي في 1977.